# Jacob Samuel Minkin
Jacob Samuel Minkin, russisch Джейкоб Самуэль Минкин (geb. 1885 in Święciany, Polen, Russisches Kaiserreich; gest. 1962 in Tel Aviv, Israel) war ein polnisch-amerikanischer Rabbiner, Krankenhausseelsorger und Experte für Chassidismus.

## Leben und Werk
Jacob S. Minkin wurde im russischen Polen geboren und erhielt seine Ausbildung in Prag. Er wanderte 1904 in die Vereinigten Staaten ein, erwarb 1908 einen B.A. an der Columbia University und wurde 1910 am Jewish Theological Seminary ordiniert, wo er 1935 seinen D.H.L. erwarb. Er war acht Jahre lang Autor einer erfolgreichen Kolumne mit dem Titel News of the Jewish World, die in vielen Zeitungen erschien. Seine Rabbiner-Tätigkeit mit Stationen in Ontario (Kanada), in Rochester (New York) und in New York City gab er später auf, um sich mehr der wissenschaftlichen Forschung und dem Schreiben zu widmen. Er arbeitet fortan in Teilzeit als jüdischer Seelsorger am Fordham Hospital in New York und schrieb Biografien über herausragende jüdische Persönlichkeiten des Altertums und des Mittelalters, eine Studie über die Gestaltung des modernen Geistes, das Leben und Denken der großen jüdischen Philosophen und von The Romance of Hassidism, eines der ersten Bücher in englischer Sprache über die Geschichte und die Begründer der chassidischen Bewegung.
Er war Mitherausgeber des Jewish Book Annual
Gershom Scholem hebt betreffs des Chassidismus in Polen Minkins Schriften zusammen mit denen von Simon Dubnow, Martin Buber und S. A. Horodezky hervor, die ihm eine tiefere Einsicht in das Wesen dieser merkwürdigen Bewegung vermittelte, als wir bis jetzt von irgendeinem der übrigen Abschnitte in der Entwicklung der jüdischen Mystik hatten.

## Publikationen (Auswahl)
- The Romance of Hassidism. New York 1935
- Benjamin Disraeli: a character study. New York : Bloch Pub. Co., 1914.
- Herod: A Biography. 1936

Hérode roi des juifs. Payot Ed., Paris, 1937
- Abarbanel and the Expulsion of the Jews from Spain. Behrman's Jewish Book House NY 1st Edition, 1938
- The world of Moses Maimonides: with selections from his writings. New York [u. a.] : Yoseloff, 1957
- The Shaping of the Modern Mind. The Life and Thought of the Great Jewish Philosophers. Thomas Yoseloff. New York. 1963
- Gabriel da Costa. Rebel and dreamer. New York, London, 1969
- The Teachings of Maimonides. Jason Aaronson, Northvale, NJ, 1987

- Beitrag in: Simon Noveck (ed.): Great Jewish thinkers of the twentieth century. Edited with introductory notes. New York, 1974 (Unter den Beitragenden: Louis Finkelstein, Samuel M. Blumenfield, Jacob S. Minkin.)